# Лысогорка (Харьковская область)
Лысогорка (укр. Лисогірка), село, Иванчуковский сельский совет, Изюмский район, Харьковская область, Украина.
Код КОАТУУ — 6322883502. Население по переписи 2001 года составляет 34 (17/17 м/ж) человека.

## Географическое положение
Село Лысогорка находится на левом берегу реки Северский Донец, выше по течению на расстоянии в 7 км расположено село Довгалевка, ниже по течению примыкает к селу Счастливое. Русло реки извилисто, образует старицы, лиманы и заболоченные озера. На расстоянии в 3,5 км расположены железнодорожная станция Диброво и автомобильная дорога  E 40 (М-03).